# Architomie
Pour un article plus général, voir Scissiparité.
En reproduction animale, l'architomie est une forme de multiplication asexuée dans laquelle l'individu se tronçonne en fragments qui génèrent ensuite chacun un nouvel individu (par exemple chez l'hydre d'eau douce).

## Principe
Il y a division puis construction des parties manquantes pour générer le nouvel individu.
Contrairement à la scissiparité simple, ici les deux parties scindées génèrent la totalité de l'animal, on obtient deux individus identiques.

## Exemples

### Hydre d'eau douce

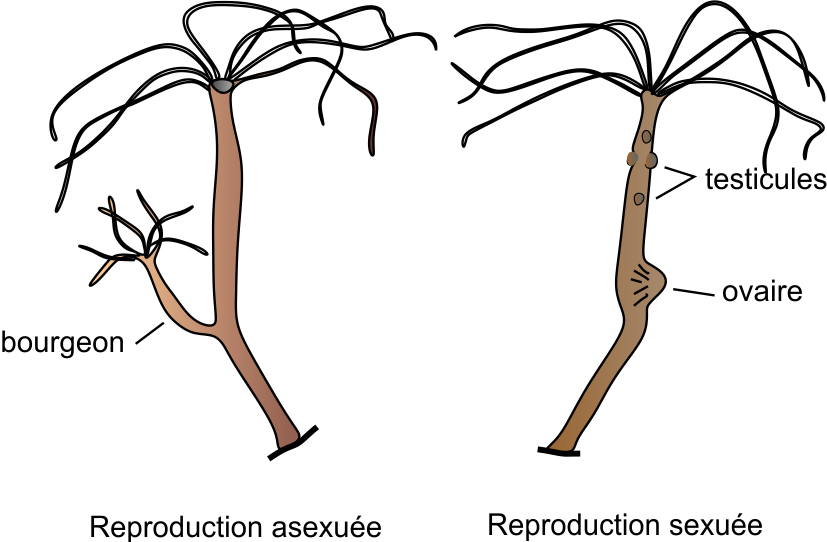
(à gauche) Reproduction asexuée par bourgeonnement dHydra viridissima.

Lors de la reproduction asexuée, une petite excroissance (diverticule de la cavité digestive) apparaît vers le tiers du corps de l'hydre, plus précisément dans une petite région juste au-dessus du pédoncule. Cette excroissance migre en direction du pied et grandit en formant un bourgeon. Celui-ci va s'ouvrir au bout en formant une « bouche » qui se garnira par la suite de tentacules. Finalement, ce bourgeon possède toutes les caractéristiques d'une hydre normale, et se sépare de l'hydre pour « mener sa propre vie », une constriction apparue à la fin proximale du bourgeon lui permettant de se détacher de son parent. La nouvelle jeune hydre peut utiliser ses tentacules pour s'accrocher à un objet afin d'aider à ce processus. Cette hydre est génétiquement identique à son parent.
Si la tête d'une hydre est coupée, les bourgeons auront une influence positive sur la régénération de la tête. La tête a tendance à avoir une capacité à promouvoir les bourgeons plutôt qu'à les inhiber.